# Reina (motocicleta)
Reina (o RE.I.NA.) fou una marca catalana de motocicletes, fabricades a Barcelona entre 1951 i 1957. El 1953 se'n derivà un tricicle de repartiment amb el mateix motor o amb motors d'altres marques, com ara Cucciolo, Hispano Villiers o Mymsa (en aquest darrer cas, comercialitzats sota la marca Junior, marca amb què es fabricaren també motocarros i microcotxes).
L'empresa, dirigida per Antoni Casas i amb una plantilla de sis treballadors, tenia la seu al carrer Mallorca núm. 80-84 de Barcelona. La seva raó social ha estat objecte de controvèrsia: algunes fonts apunten que RE.I.NA no va existir mai com a empresa i que aquesta fou més aviat la marca que Antoni Casas va aplicar a les seves primeres motocicletes. D'altres, documenten Reina Junior, SL com a raó social. Allò que sí que és clar és que tots els seus motocarros i microcotxes es varen comercialitzar amb la marca Junior, per bé que en tots els casos la publicitat indicava «Constructor A. Casas».

## Producció

### Motocicletes
La Reina era una motocicleta lleugera amb motor de 74 cc copiat de l'alemany Sachs, inicialment amb un cilindre cec. El 1953, l'empresa provà de fabricar una motocicleta amb motor de quatre temps Olper bicilíndric de 125 cc.

### Microcotxes Junior (1955 - 1956)
El 1955, l'empresa endegà la fabricació d'un petit microcotxe comercialitzat com a Junior, impulsat per un motor Hispano Villiers de 125 cc, posteriorment canviat per un de 197 cc. Disposava de 3 rodes i per aquest motiu la seva denominació era 3R-197. Se'n fabricaren un total de 18 unitats, de les quals les dues darreres varen ser regalades. Actualment en queden dos exemplars: un que fou matriculat el 1959 a Badajoz (Espanya) amb matrícula BA-11043 -conservat actualment a Manresa, Bages- i un altre de la segona sèrie, amb matrícula B-112625 de 1956.
De la distribució comercial se n'encarregava l'empresa Marcom, amb una àmplia xarxa de vendes, com ho demostra l'exemplar de Badajoz (un dels primers fabricats per l'empresa, amb bastidor núm. 102), comprat pel ciutadà d'Azuaga J. A. Delgado uns anys abans de matricular-lo.

#### Característiques

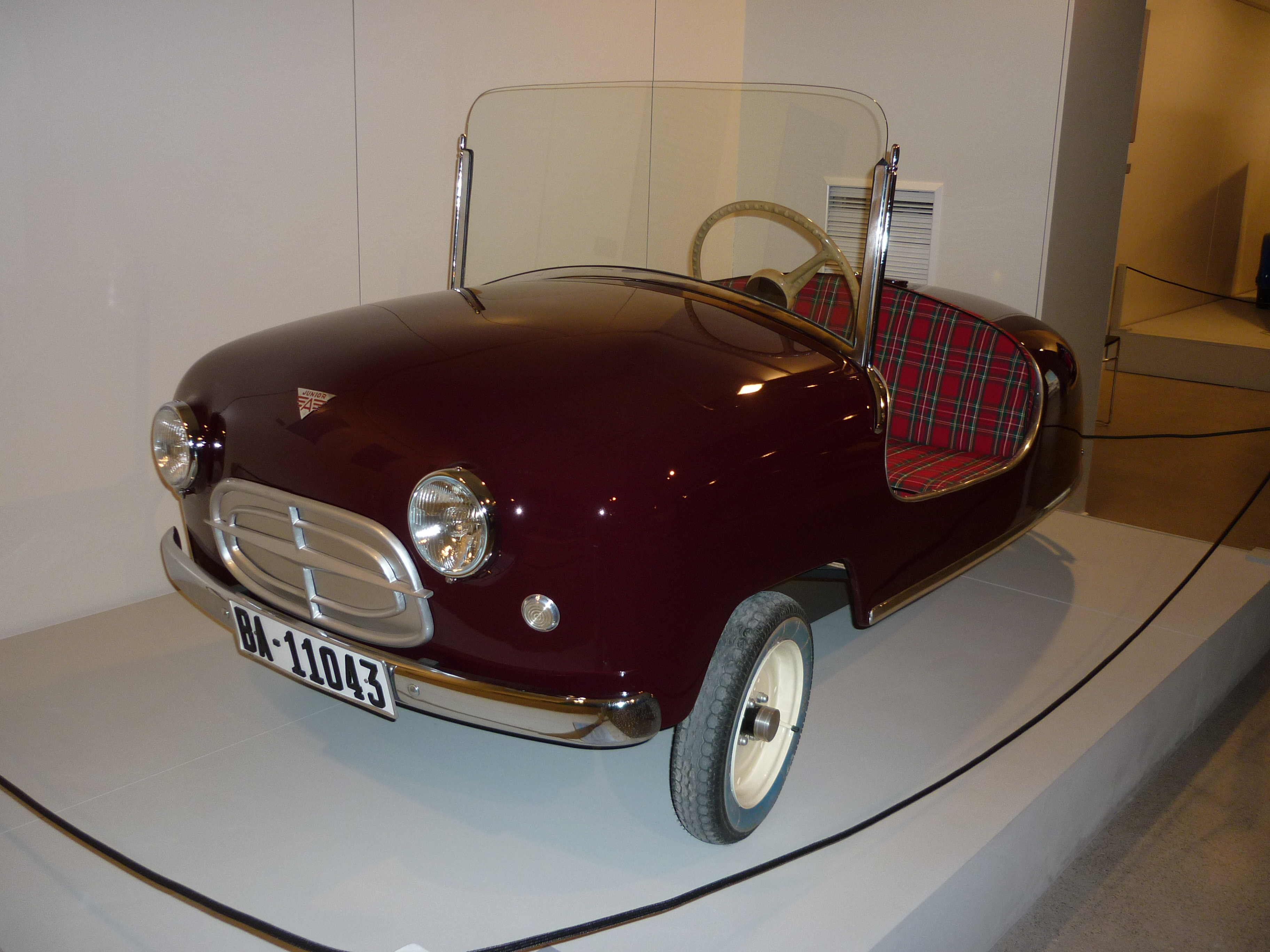
Exemplar de Junior de la primera versió (1956), conservat actualment a Manresa

El xassís dels Junior era de tub central amb dues rodes al davant i una a la part posterior. El motor estava situat a la part posterior i comptava amb tres velocitats (els primers exemplars no tenien marxa enrere). Tenia suspensió hidràulica i frens de tambor.
El tret més destacable d'aquests microcotxes era la carrosseria, feta a partir de planxes de ferro per Claudi Valls al pati de casa seva, a l'Hospitalet de Llobregat. Valls trigava cinc dies a acabar un exemplar i cobrava a l'empresa 6.000 pts per unitat; com a dada curiosa, un cop fabricada la carrosseria, havia de travessar "de cantó" tota la casa amb la peça, per tal de treure-la al carrer i traslladar-la a la fàbrica del carrer Mallorca. La carrosseria es pintava amb pintura nitrocel·lulosa de primera qualitat.
L'entapissat, amb grans quadres d'estil escocès, anava a càrrec d'un tapisser amb taller al costat de la fàbrica. Reina s'encarregava del muntatge del xassís, elements mecànics i últims detalls. Un cop acabat, el microcotxe es venia al preu de 28.000 pts. El vehicle destacava per la seva estabilitat, que es titllava de perfecta. També era molt lloat el seu portamaletes, amb dos compartiments independents.

#### Versions
- El primer model era com el que va arribar a Badajoz. Hi destaca la calandra anterior amb reixeta, la part posterior més àmplia i la tapa de la roda posterior de petites dimensions. No tenia marxa enrere ni encesa elèctrica.[2]
- La segona sèrie portava la mateixa calandra, però no tenia reixeta i la part posterior era més corba i de major grandària
- La tercera sèrie era pràcticament igual, però amb carrosseria més ampla i calandra de nou disseny i mida.